# Victims of Creation
Victims of Creation ist eine 1992 gegründete Death-Doom-Band.

## Geschichte
Rex Grech Santucci und Dino Mifsud Lepre initiierten offiziell Victims of Creation 1992, allerdings nahm die als Nebenprojekt beurteilte Band erst um 2008 konkret Form an, nachdem der Gitarrist Alfred Burd Victims of Creation beitrat. Nach diversen Auftritten bei unterschiedlichen Auflagen des Festivals Malta Doom Fest schloss die Gruppe einen Kontrakt mit Cyclone Empire zur Veröffentlichung des Debüts Symmetry of Our Plagued Existence 2013. Im gleichen Jahr trat die Band beim letzten Doom Shall Rise auf. Trotz fortwährenden Bestehens, internationaler Auftritte und gelegentlicher Ankündigung an einem zweiten Album zu arbeiten, blieben weitere Veröffentlichungen lange aus.

## Stil und Rezeption
„Sicher, Death Doom hat man schon abgründiger, blutiger und mitreißender vernommen. Aber VICTIMS OF CREATION haben hier nach langem Bemühen immerhin ein sehr ordentliches, schön zwischen Urzeit-Gerumpel und Neuzeit-Klarsichtfolie produziertes Scheibchen abgeliefert, das sich nicht in Monotonie ergießt, sondern über die volle Lauflänge von mehr als einer Stunde mit einer gewissen Variabilität unterhält und nicht zuletzt durch den immer mal wieder eingestreuten, stellenweise leicht schrulligen Klargesang einen eigentümlichen Charme behaupten kann.“

Victims of Creation spielen auf ihrem Debüt einen als durchschnittlich bis gut bewerteten variablen Death Doom, der gelegentlich dem Funeral Doom oder Gothic Metal zugeschrieben wird. Dabei erweise sich die Musik, insbesondere aus dem Klargesang, beizeiten Nah am Epic Doom von Candlemass bei einer Übernahme von Gesangs- und Spielweisen des Death Metal. Vergleichbar sei das Ergebnis insbesondere mit der Musik von My Dying Bride und Paradise Lost.

„Dabei zelebriert die Band […] eine Mischung aus sehr düsterem und schwerfälligem Doomdeath einerseits und der episch-erhabenen Genrevariante andererseits. Auch beim Gesang gibt es einen Mix aus satten Growls und obskurer klingenden Clean-Passagen. Unterm Strich klingt ‚Symmetry Of Our Plagued Existence‘ extrem heavy und basslasstig.“

Die Band agiere derweil „eher schlicht“ mit wenigen atmosphärischen Elementen und nur spärlich eingesetzten klarem Gitarrenspiel. Das Gitarrenspiel orientiere sich vornehmlich am Genrestereotyp zwischen Powerchords und gedämpften Rhythmusgitarren, mit Analogie zu den frühen Paramaecium, ergänzt um gelegentliche Midtempo-Riffs und seltenen Spielformen der Leadgitarre, die sich am Epic Doom orientiert.

## Diskografie
- 2012: Tree of Iniquity (Demo, Selbstverlag)
- 2013: Symmetry of Our Plagued Existence (Album, Cyclone Empire)